# Revulsivo
Um revulsivo é uma substância que cria irritação ou inflamação leve em um local com o objetivo de diminuir o desconforto em outro local. 
Revulsivos tópicos são substâncias não analgésicas nem anestésicas usadas para tratar a dor. As substâncias revulsivas mais conhecidas são capsaicina, mentol, salicilato de metila e cânfora. A utilização de um revulsivo tópico pode causar a sensação de dor ou de frio, e aliado à massagem, irá aliviar a dor por contraestimulação.
A Food and Drug Administration dos EUA define um revulsivo como “uma substância aplicada externamente que causa irritação ou inflamação leve da pele com a finalidade de aliviar a dor nos músculos, articulações e vísceras distais ao local da aplicação. Porém eles diferem dos anestésicos, analgésicos e agentes antipruriginosos, porque o alívio da dor que produzem resulta da estimulação - e não da depressão - dos receptores sensoriais cutâneos e ocorre em outras estruturas do corpo além das áreas da pele às quais estão aplicados como por exemplo, em articulações, músculos, tendões e certas vísceras. O uso desses produtos data da antiguidade." 